# Эпигея ползучая
Эпиге́я ползу́чая (лат. Epigaea repens) — вид цветковых растений рода Эпигея (Epigaea) семейства Вересковые (Ericaceae).

## Распространение и местообитание
Произрастает в Северной Америке от Ньюфаундленда до Флориды, к западу до Кентукки и Северо-Западных территорий. Предпочитает влажные, кислые (богатые гумусом) почвы и тень. 

## Ботаническое описание
Низкий стелющийся медленнорастущий кустарник (отсюда название). Стебли деревянистые, несущие листья ветви покрыты волосками цвета ржавчины. Листья очерёдные, овальные, округлые у основания, гладкие с верхней стороны и опушённые снизу, вечнозелёные, на коротких опушённых черешках ржавчинного цвета. 
Цветки розовые, почти белые, очень ароматные, около 1,3 см в диаметре, собраны в кисти на концах ветвей. Чашечка из 5 жилистых перекрывающихся чашелистиков. Венчик трубчатый, небольшая опушённая трубка раскрывается 5 равными долями. Имеется 10 тычинок и 1 пестик с колонновидным столбиком и пятидольными рыльцем.
Интересно, что вкус нижней части лепестка эпигеи ползучей по вкусу напоминает плод личи (Litchi chinensis).

## Хозяйственное значение и применение
Выращивается в рокариях как декоративное садовое растение.

## Символика
Цветок эпигеи ползучей является цветком штата Массачусетс и провинции Новая Шотландия.

## Интересные факты
Название корабля переселенцев Мейфлауэр (1620) часто ошибочно переводят как "эпигея ползучая". Вместе с тем, по сообщению Ботанического института им. В. Л. Комарова РАН, название корабля должно переводиться скорее как "боярышник", нежели как "эпигея ползучая": "... таким образом, можно утверждать, что название Mayflower даже в начале XIX века не относилось к виду Epigaea repens. ... однозначный вывод: судно "Mayflower" не могло быть названо по названию растения эпигея ползучая, поскольку англоязычное называние Mayflower стало применяться к этому растению не ранее первой половины XIX века, то есть не менее чем через 200 лет после плавания "Mayflower" в Америку" 

## Таксономия
Epigaea repens L., Species Plantarum 1: 395. 1753.

### Синонимика
- Epigaea repens var. glabrifolia Fernald
- Epigaea repens f. plena Rehder
- Epigaea repens f. rosea Farw.
- Epigaea repens f. rubicunda (D.Don ex Sweet) Rehder
- Epigaea repens var. rubicunda D.Don
- Epigaea rubicunda Steud.[4]